# 제이미 유이스
제이미 에이스(Jamie Uys, 영어 발음: /eɪs/, 1921년 5월 30일 ~ 1996년 1월 29일)는 남아프리카 공화국의 영화 감독이다. 1980년 영화 《부시맨》으로 제일 잘 알려져 있다. 1996년 심장마비로 사망하였다. 향년 74세.